# John Phillips Marquand
John Phillips Marquand (* 10. November 1893 in Wilmington, Delaware; † 16. Juli 1960 in Newburyport, Massachusetts) war ein amerikanischer Journalist und Schriftsteller.

## Leben und Wirken
John Phillips Marquand war der Sohn eines aus einer Bostoner Patrizierfamilie stammenden Ingenieurs. Er war ein Ur-Neffe der Schriftstellerin Margaret Fuller und ein Cousin von Richard Buckminster Fuller, der als Erfinder der „geodätischen Kuppel“ Ruhm erlangte.
Bis zu seinem 14. Lebensjahr lebte er in Rye, New York, anschließend in Newburyport, Massachusetts. Nach dem Schulbesuch der Newburyport High School bekam Marquand ein Stipendium für die Harvard University. Dort studierte er dann wider seine Neigung Chemie. Während des Studiums war er als Redakteur für den Harvard Lampoon tätig. Nach erfolgreichem Universitätsabschluss wandte er sich dem Journalismus zu.
Von 1915 bis 1917 war Marquand als Reporter für den Boston Evening Transcript tätig.
Nach dem Ersten Weltkrieg arbeitete Marquand als Werbetexter, anschließend wurde er ein Romanautor. 1922 veröffentlichte er seinen ersten Roman The Unspeakable Gentleman. Marquand schrieb auch viele Kurzgeschichten und veröffentlichte diese in populären Magazinen und Zeitschriften. Viele seiner Romane wurden auch als Serienausgabe in diesen Zeitschriften, wie The Saturday Evening Post, Cosmopolitan, Collier’s und Good Housekeeping veröffentlicht.
Marquand war von 1922 bis 1935 mit der aus einer aristokratischen Familie stammenden Christina Sedgwick verheiratet. Sie war die Nichte des Atlantic-Monthly-Herausgebers Ellery Sedgwick. Aus dieser Verbindung stammen ein Sohn und eine Tochter. Von 1936 bis 1958 war er mit Adelaide Ferry Hooker verheiratet. Aus dieser Ehe gingen zwei Söhne und eine Tochter hervor.
John P. Marquand starb am 16. Juli 1960 an einem Herzschlag in Newburyport, Massachusetts.

## Soziale und populäre Literatur
Marquands Leben und Werken spiegelt sein Nebeneinander von gegensätzlichen Gefühlen und Gedanken über die amerikanische Gesellschaft und insbesondere die Macht der alten Eliten wider. Auch durch zurückweisende Kritiken ließ er sich nicht entmutigen und blieb seinen sozialen Bestrebungen treu. Im Jahre 1922 heiratete er Christina Sedgwick, die Nichte des Atlantic-Monthly-Herausgebers Ellery Sedgwick. Die Sedgwicks waren eine prominente Familie mit guten gesellschaftlichen Beziehungen und der Atlantic Monthly war eine der renommiertesten Zeitschriften des Landes. 1925 veröffentlichte Marquand sein erstes wichtiges Buch, Lord Timothy Dexter, eine Auseinandersetzung mit dem Leben und der Legende des exzentrischen Timothy Dexter (1763–1806).
Marquand war ein produktiver und erfolgreicher Autor von Fiktionen für verschiedene Hochglanzmagazine. Mitte der 1930er Jahre schrieb er eine Reihe von Romanen über die Probleme der New-England-Gesellschaft. Für den ersten von ihnen, The Late George Apley (dt. Der selige Mister Apley), wurde John Phillips Marquand 1938 der Pulitzer-Preis verliehen. Dieser leicht satirische Roman erzählt die genaue und sehr ausführliche Abbildung eines Boston-Aristokraten. Es folgten Romane wie Wickford Point (1939), HM Pulham, Esquire (1941) und Point of No Return (1949). Der letzte Roman ist eine satirische Darstellung des Harvard-Anthropologen William Lloyd Warner. Warner versuchte in seiner Yankee-City-Studie, die Sitten und Gebräuche von Marquands Newburyport zu beschreiben und zu analysieren. Nach Marquands Ansicht ist dieser Versuch kläglich gescheitert.
Bevor Marquand sich Anerkennung für seine ernsthaften Romane erwarb, hatte er großen kommerziellen Erfolg mit einer Reihe von Spionage-Romanen. Er veröffentlichte zunächst neun amüsante, sehr erfolgreiche Feuilleton- und Kriminalromane, deren Titelheld ein japanischer Politiker ist. 1935 erschien der erste Roman, Your Turn, Mr. Moto, der letzte, Right You Are, Mr. Moto, wurde 1957 veröffentlicht. Die Roman-Serie inspirierte Hollywood zur Produktion von acht Mr. Moto-Filmen mit Peter Lorre in der Titelrolle, die aber nur sehr lose auf der Grundlage der Romane gedreht wurden.
Marquand schrieb gelegentlich auch satirische Erzählungen, die den Sport veranschaulichten. Eine Sammlung dieser Erzählungen wurde 1957 unter dem Titel Life at Happy Knoll als Buch herausgegeben. Die Geschichten behandeln humorvoll die sozialen Probleme eines alteingesessenen Country Clubs mit einem in der Nähe befindlichen neuen Country Club.

## Soziales Umfeld und Ansehen
Für alle seine Ambivalenz zu Amerikas Elite, ist es Marquand schließlich gelungen, sich nicht mit ihr zu verbinden, aber diese mit ihren Eigenschaften darzustellen. Er verzieh seinen unverschämten Klassenkameraden der Oberschicht, die ihn im College brüskiert hatten. Diese Beziehungen beschreibt er satirisch in H.M. Pulham, Esquire (1941). Er erhielt Einladungen zu den angesehensten Clubs in Boston (Tavern, Somerset) und New York (Century Association, University). Durch seine zweite Ehe mit Adelaide Ferry Hooker wurde er mit der Rockefeller-Familie in Zusammenhang gebracht. Die Schwester seiner Frau war mit John D. Rockefeller III verheiratet. Marquand verwaltete auch luxuriöse Wohnungen und Häuser in Newburyport und in der Karibik.
Obwohl nach dem Tod von Marquand seine wichtigsten Arbeiten weitgehend vergriffen sind, werden seine Spionage-Romane weiterhin gedruckt. Seinen Zeitgenossen John O’Hara griff er im gemäßigten Ton mit der Streitfrage über „Ehre und Ungleichheit in der amerikanischen Gesellschaft“ an. Marquands finanzieller Erfolg und die scheinbare Verehrung für die obere Gesellschaft, zu der auch O’Hara gehörte, reichte aus, um die Wissenschaft ignorieren zu können. Marquand war schonungslos in seiner Verachtung für Wissenschaftler, insbesondere in dem Roman Point of No Return verspottete er den Anthropologe W. Lloyd Warner. In Wickford Point verspottete er ein prominentes Mitglied des Harvard’s English Department.
Jonathan Yardley schrieb 2003 in der Washington Post, dass Marquands Zeitgenossen seine Satiren komisch und passend fanden. Dass Marquand aus der literarische Landschaft fast verschwunden ist, sei ihm ein unergründliches Rätsel. Von 1937 bis 1960 sei Marquand einer der populärsten Schriftsteller des Landes gewesen. Die Kritiker haben ihre Nasen über Marquand gerümpft, und täten es heute noch, weil er in seiner frühen Karriere eine gewisse Anzahl an Beiträge für populäre Zeitschriften wie die Saturday Evening Post geleistet hatte.
Kritikerin Martha Spaulding schrieb 2004 im Atlantic Monthly, dass Marquand zu seiner Zeit mit Sinclair Lewis und John O’Hara vergleichbar war und sein soziales Porträt des 20. Jahrhunderts in Amerika vergleichbar war mit Honoré de Balzacs menschlicher Komödie. Nur die Kritiker hätten ihn selten ernst genommen. Während seiner Karriere habe er sich über die mangelnde Berücksichtigung seiner Arbeiten geärgert und geglaubt, dass ihr Mangel an Respekt von seinem frühen Erfolg in den Hochglanzmagazinen stammt.

## Marquands Sommerhaus
John Marquand kaufte im Oktober 1935 ein kleines Bauernhaus auf Kent’s Island in Newbury, Massachusetts. Bis zu seinem Tod war dieses Haus seine Heimat. Mit seiner zweiten Frau zusammen richtete er das Haus mit Sammlungen qualitativer Antiquitäten und Familienerbstücke, einschließlich eines Gilbert-Stuart-Porträts eines Marquand-Vorfahren und einer silbernen Schachtel von Paul Revere, als Museum ein.
Kurz vor seinem Tod drückte Marquand seine Besorgnis aus, was in der Zukunft mit seinem Besitz geschehen würde. Zwar erbten seine drei Kinder aus zweiter Ehe das Anwesen, aber was sei, wenn sie es nicht nutzen wollen? Seine Besorgnis war nicht unbegründet. 1974 verkauften seine Kinder den Besitz an den Staat Massachusetts. Der Staat verwaltete das Herrenhaus bis 1978. Durch Vandalismus und Witterung verschlechterte sich der Zustand des Hauses rapide. 1984 wurde der Gouverneur von Massachusetts auf dieses Problem hin angeschrieben. Durch Einwirkung der Presse wurde die breite Öffentlichkeit über den Fall informiert. Damit begann ein lokales Interesse an der Sache, die Heimat ihres Pulitzer-Preisträgers vor der Zerstörung zu schützen. Trotz einiger Zeitungsartikel und einem Interview mit einem Bostoner Fernsehsender, sowie Vorsprache bei der Regierung des Staates Massachusetts konnten kaum etwas Positives bewirkt werden. 1989 wurde John Marquands Sommerhaus abgerissen. Bei einem Besuch der Insel erinnert heute nichts mehr an Marquands Haus.

## Auszeichnungen
- 1938 Pulitzer-Preis
- 1940 Wahl zum Mitglied der American Academy of Arts and Letters[11]

## Verfilmungen
- 1937: Mr. Moto und die Schmugglerbande
- 1937: Mr. Moto und der China-Schatz
- 1938: Mr. Moto und der Wettbetrug
- 1938: Mr. Moto und der Dschungelprinz
- 1938: Mr. Moto und der Kronleuchter
- 1939: Mr. Moto und die Flotte
- 1939: Mr. Moto und die geheimnisvolle Insel
- 1939: Mr. Moto und sein Lockvogel
- 1940: H.M. Pulham, Esq.
- 1947: The Late George Apley
- 1948: B.F.’s Daughter

## Bibliografie
Bücher der Mister-Moto-Reihe und andere Veröffentlichungen von und über John P. Marquand:
- Your Turn, Mr. Moto (1935), Originaltitel No Hero, alternativ (Großbritannien) Mr. Moto Takes a Hand. Ursprünglich 1935 in Serienform in der Saturday Evening Post veröffentlicht.
- Thank You, Mr. Moto (1936), ursprünglich 1936 veröffentlicht in Serienform in der Saturday Evening Post.
- Think Fast, Mr. Moto (1937), ursprünglich 1936 veröffentlicht in Serienform in der Saturday Evening Post.
- Mr. Moto Is So Sorry (1938), ursprünglich 1938 veröffentlicht in Serienform in der Saturday Evening Post.
- Last Laugh, Mr. Moto (1942), ursprünglich in Collier’s 1941 unter dem Titel Mercator Island veröffentlicht.
- Right You Are, Mr. Moto (1957), Originaltitel Stopover: Tokyo, alternativ The Last of Mr. Moto. Ursprünglich 1956/57 in Serienform in der Saturday Evening Post unter dem Titel Rendezvous in Tokyo veröffentlicht.

Weitere Veröffentlichungen
- Wickford Point (1939)
- H. M. Pulham, Esquire (1941)
- So Little Time (1943)
- Point of No Return (1949)
- Melville Goodwin, U S A (1951)
- Life at Happy Knoll (1957)
- James Baird: John P. Marquand, in Critical Survey of Mystery and Detective Fiction, vol 3, Edited by Frank N. Magill. Pasadena: Salem Press 1988.
- Paul H. Carlton: John P(hillips) Marquand, in Dictionary of Literary Biography, Volume 102: American Short-Story Writers, 1910–1945, Second Series. A Bruccoli Clark Layman Book. Edited by Bobby Ellen Kimbel, Pennsylvania State University, Ogontz Campus. The Gale Group, 1991, pp. 208-216.
- C. Hugh Holman: John Phillips Marquand, in American Writers, 1974, 3:50-73.
- C. Hugh Holman: John P(hillips) Marquand, in Dictionary of Literary Biography, Volume 9: American Novelists, 1910–1945. A Bruccoli Clark Layman Book. Edited by James J. Martine, Saint Bonaventure University. The Gale Group, 1981, pp. 194-199.
- John P(hillips) Marquand, in Contemporary Authors Online. The Gale Group, 2000.
- Charles Nicol: Frank Lloyd Wright and Mr. Moto. Para-doxa 1995, 1:2, 224-30.
- Otto Penzler: Mr. Moto, in The Private Lives of Private Eyes, Spies, Crime Fighters, and Other Good Guys, 1977.
- George J. Rausch: John P. Marquand and Espionage Fiction The Armchair Detective, 1972, V: 194-198.
- Jon M. Suter: Mr. Moto and the Pulps, Dime-Novel-Roundup. 1994 Dec, 63:6 (630), 107-16.
- Why did Mr. Moto Disappear?, Newsweek January 21, 1957, p. 106.
- Richard Wires: John P. Marquand and Mr. Moto: Spy Adventures and Detective Films. Muncie, Ind: Ball State University, 1990.

Zu den in deutscher Sprache erschienenen Werken gehören:
- H.M. Pulham
- Es gibt kein Zurück
- Zwischenspiel in Tokio
- Der selige Mister Apley
- Besten Dank, Mr. Moto.
- Kein Mitleid, Mr. Moto.
- Gut gelacht, Mr. Moto.